# Vela nos Jogos Insulares de 2019
Nos Jogos Insulares de 2019, as competições de Vela serão disputadas entre os dias 7 e 11 de julho no Royal Gibraltar Yacht Club, em Gibraltar.

## Resultados[2]
| Evento       | Ouro                                                           | Ouro | Prata                                                                   | Prata | Bronze                                                               | Bronze |
| ------------ | -------------------------------------------------------------- | ---- | ----------------------------------------------------------------------- | ----- | -------------------------------------------------------------------- | ------ |
| Laser padrão | Anglesey Dominic Breen-Turner                                  | 17   | Guernsey Andrew Bridgman                                                | 21    | Saaremaa Peeter Kaju                                                 | 27     |
| Laser radial | Guernsey Clementine Thompson                                   | 10   | Saaremaa Silver Vahstein                                                | 14    | Saaremaa Daniel Rüütel                                               | 27     |
| Equipe       | Saaremaa Peeter Kaju Joosep Laus Daniel Rüütel Silver Vahstein | 74   | Guernsey David Aslett Andrew Bridgman Eloise Tanguy Clementine Thompson | 105   | Bermuda Jordan Etemadi Kalin Hillier Scott Mello Adriana Penruddocke | 200    |